# خوسيه لويس كورديرو (لاعب كرة قدم)
خوسيه لويس كورديرو (بالإسبانية: José Luis Cordero)‏ هو لاعب كرة قدم كوستاريكي في مركز wide midfielder ‏، ولد في 31 يناير 1987 في سارابيكي في كوستاريكا. لعب مع ديبورتيفو سابريسا ونادي راتشابوري ميتر فول.

## وصلات خارجية
- خوسيه لويس كورديرو (لاعب كرة قدم) على موقع إي إس بي إن إف سي (الإنجليزية)
- خوسيه لويس كورديرو (لاعب كرة قدم) على موقع قاعدة بيانات كرة القدم.إي يو (الإنجليزية)
- خوسيه لويس كورديرو (لاعب كرة قدم) على موقع Soccerbase.com (لاعب) (الإنجليزية)
- خوسيه لويس كورديرو (لاعب كرة قدم) على موقع Soccerway.com (الإنجليزية)
- خوسيه لويس كورديرو (لاعب كرة قدم) على موقع عالم كرة القدم.نت (الإنجليزية)